# Сейнор (Вісконсин)
Сейнор (англ. Sayner) — переписна місцевість (CDP) в США, в окрузі Вілас штату Вісконсин. Населення — 231 особа (2020).

## Географія
Сейнор розташований за координатами 45°59′24″ пн. ш. 89°32′38″ зх. д. / 45.99000° пн. ш. 89.54389° зх. д. (45.990086, -89.543968).  За даними Бюро перепису населення США в 2010 році переписна місцевість мала площу 4,73 км², з яких 4,73 км² — суходіл та 0,01 км² — водойми.

## Демографія
Згідно з переписом 2010 року, у переписній місцевості мешкало 207 осіб у 97 домогосподарствах у складі 62 родин. Густота населення становила 44 особи/км².  Було 210 помешкань (44/км²).
Расовий склад населення:
| - 98,1 % — білих - 0,5 % — корінних американців - 0,5 % — азіатів |

До двох чи більше рас належало 1,0 %. Частка іспаномовних становила 4,3 % від усіх жителів.
За віковим діапазоном населення розподілялося таким чином: 17,4 % — особи молодші 18 років, 56,5 % — особи у віці 18—64 років, 26,1 % — особи у віці 65 років та старші. Медіана віку мешканця становила 50,8 року. На 100 осіб жіночої статі у переписній місцевості припадало 101,0 чоловіків;  на 100 жінок у віці від 18 років та старших — 98,8 чоловіків також старших 18 років.
За межею бідності перебувало 17,6 % осіб, у тому числі 12,5 % дітей у віці до 18 років та 0,0 % осіб у віці 65 років та старших.
Цивільне працевлаштоване населення становило 70 осіб. Основні галузі зайнятості: мистецтво, розваги та відпочинок — 21,4 %, освіта, охорона здоров'я та соціальна допомога — 20,0 %, виробництво — 15,7 %, роздрібна торгівля — 12,9 %.